# Adenifera armata
Adenifera armata är en mossdjursart som först beskrevs av William Aitcheson Haswell 1881.  Adenifera armata ingår i släktet Adenifera och familjen Calloporidae. Inga underarter finns listade i Catalogue of Life.